# Panorpa longiramina
Panorpa longiramina är en näbbsländeart som beskrevs av Issiki och Cheng 1947. Panorpa longiramina ingår i släktet Panorpa och familjen skorpionsländor. Inga underarter finns listade i Catalogue of Life.